# Beaumont-Hague

Beaumont-Hague este o comună în departamentul Manche, Franța. În 1 ianuarie 2018 avea o populație de 1.379 de locuitori.